# Pablo Zárate
Pablo Zárate Juárez (n. Matamoros, Tamaulipas, 3 de marzo  de 1960) estudió la carrera de Administración de Empresas en la Universidad del Valle de México y es miembro activo del Partido Revolucionario Institucional desde 1975. Es político y empresario con presencia en el estado de Tamaulipas y el Estado de México.

## Inicios
Empezó su actividad pública muy joven, al ser Presidente de la Asociación de Alumnos de la Escuela Secundaria Federal “Lic. Gral. Juan José de la Garza”, H. Matamoros, Tamaulipas, en 1975. Ese mismo año se convirtió en miembro activo del Partido Revolucionario Institucional. En 1977 fue nombrado Oficial Mayor del Comité Directivo Estatal Nacional de la Juventud Revolucionaria del Estado de Tamaulipas, de donde es convocado para trabajar el año siguiente en el PRI del estado, como Delegado General del Centro de Estudios Técnicos y Sociales.

## Carrera en cargos públicos
Durante varios años se desempeñó en cargos de logística y coordinación de campañas electorales,  así como dentro de los gobiernos estatales y municipales del Estado de México y el estado de Tamaulipas; también se desempeñó dentro de diferentes organizaciones policiales.

### En el Estado de Tamaulipas
En 1979 fue nombrado Inspector de Obras Públicas en el Ayuntamiento de la H. Matamoros, Tamaulipas y, al año siguiente, fue nombrado Jefe de Personal de Obras Públicas del mismo Ayuntamiento. En 1980 ocupó el puesto de Coordinador Operativo de Logística en la campaña política de Emilio Martínez Manatou para la gobernatura de Tamaulipas, bajo las órdenes de Humberto Barrera Ponce.

### En el Estado de México
El año siguiente trabajó en el Estado de México en un puesto similar, al ser Jefe del Equipo de Coordinación Operativa y Logística de la campaña política de Alfredo del Mazo González para la gubernatura del Estado de México, también bajo las órdenes de Humberto Barrera. Este trabajo lo llevó a ocupar el cargo de Supervisor Operativo de la Dirección de Policía Judicial del Estado de México. En 1984 se desempeñó como coordinador de avanzada y logística en la campaña política de Macario Yáñez Valdovinos, candidato a la presidencia municipal de Atizapán de Zaragoza, en el Estado de México y, tras la victoria de Yáñez Valdovinos, es nombrado Comandante de la Policía Municipal de Atizapán. También, fue secretario de Seguridad Pública del Municipio de Atizapán (1991-1993).
Su estancia en el Estado de México dependió en gran parte de su experiencia en el servicio público; así lo declaró el exedil de Atizapán, Luis Felipe Puente: "Él ya tenía 9 años en la administración municipal, con los presidentes anteriores a mí, Macario Yáñez, René Quintero y Luis Miguel Ocejo, de modo que necesitaba gente con experiencia". En 1991, se trasladó a la delegación de Naucalpan como Subdelegado Administrativo de la Dirección General de Seguridad Pública y Tránsito y, un año después, ocupó su primer cargo estatal, como Jefe Administrativo de la Subdirección Operativa del Valle de México de la Dirección General de Seguridad Pública y Tránsito del Estado de México. Sin embargo, ese mismo año regresó al Ayuntamiento de Atizapán como Director de Administración, puesto que ocupó hasta 1996, en el cual diseñó controles para la compras y licitaciones de dicho ayuntamiento; también implementó programas sociales de apoyo a comunidades marginadas, entregando material de construcción. Durante ese período se desempeñó también como coordinador de Campaña de Luis Miguel Ocejo Fuentes para diputado local del Distrito 14 del Estado de México, en 1994.

### Regreso a Tamaulipas
En 1998 regresó a su estado natal para ocupar el cargo de Coordinación de Avanzada y Logística en la campaña política de Tomás Yarrington Rubalcava, candidato a la gobernatura del Estado de Tamaulipas. Al ganar Yarrington, Zárate ocupa "el puesto de director del Instituto Tamaulipeco para la Vivienda", o ITAVU; al frente de esta dependencia, impulsó programas para mejora de viviendas, entregando material de construcción; también adjuntó dos áreas de gobierno a dicha dependencia: el SIPOBLADUR y el DUPOR. Su desempeño en la gestión frente al ITAVU fue reconocido por parte de la prensa en Tamaulipas: "aquél funcionario que dirigió con tino el ITAVU en el sexenio pasado". Se ausentó de cargos políticos hasta el 2010, cuando trabajó como Coordinador de Propaganda en el proceso interno del PRI, en la campaña política de Rodolfo Torre Cantú.

## Carrera como empresario
En 1995 fundó el Corporativo ZAVI, donde ocupa el puesto de director general hasta la fecha. Por medio de esta corporativo se construyó la Planta de Tratamiento de Aguas Residuales para el H. Ayuntamiento de Matamoros, Tamaulipas; la lotificación y urbanización del Fraccionamiento Alamedas en Ciudad Matamoros, Tamaulipas; los Laboratorios de Investigación para el Instituto Nacional de Referencia Epidemiológica (INDRE) con Bioseguridad BSL2  y BSL3, en Lomas de Plateros, Ciudad de México. Estos laboratorios se encargan de ofrecer productos y servicios de referencia, investigación, innovación tecnológica que garanticen la definición de enfermedades, mediante diagnósticos de calidad comprobada, a través de la Red Nacional de Laboratorios de Salud Pública.
El Corporativo ZAVI cuenta con las siguientes empresas:
- Constructora Santa Matilde, S.A. de C.V.
- Inmuebles y Casas Modulares S.A. de C.V.
- Constructora Santa Marina S.A de C.V.
- Urbanizaciones.com.mx. S.A. de C.V.
- PROVISEP, Protección y vigilancia en seguridad privada S.A. de C.V.